# 樽見鐵道
樽見鐵道（日语：／ Tarumi Tetsudō */?）是一個位於日本岐阜縣，負責營運舊國鐵特定地方交通線轉換線及舊日本鐵道建設公團建未成線的鐵路線（樽見線），由西濃鐵道、住友大阪水泥以及沿線自治體等共同出資，以第三部門方式營運的鐵路公司。總部設於岐阜縣本巢市。

## 路線
| 路線記號 | 中文線名 | 日文線名 | 起點 | 終點 | 距離（公里） |
| -------- | -------- | -------- | ---- | ---- | ------------ |
| TR       | 樽見線   |          | 大垣 | 樽見 | 34.5         |

## 現有車輛
2018年12月有兩種形式的柴油客車，共六輛車、除雪車一輛。開業所用的車輛已於 2006 年退役。

#### 柴油客車

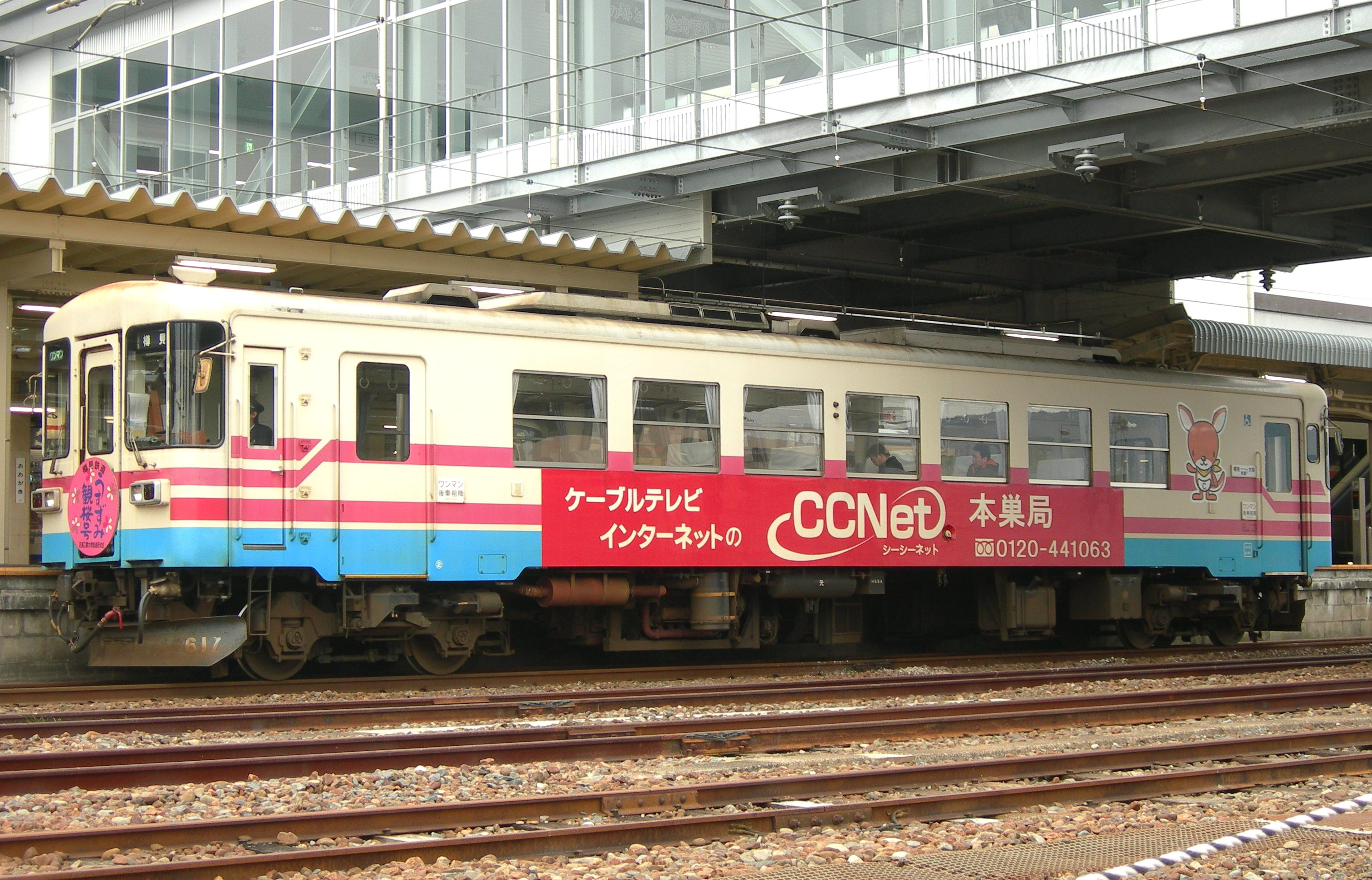
ハイモ295-617型柴油客車

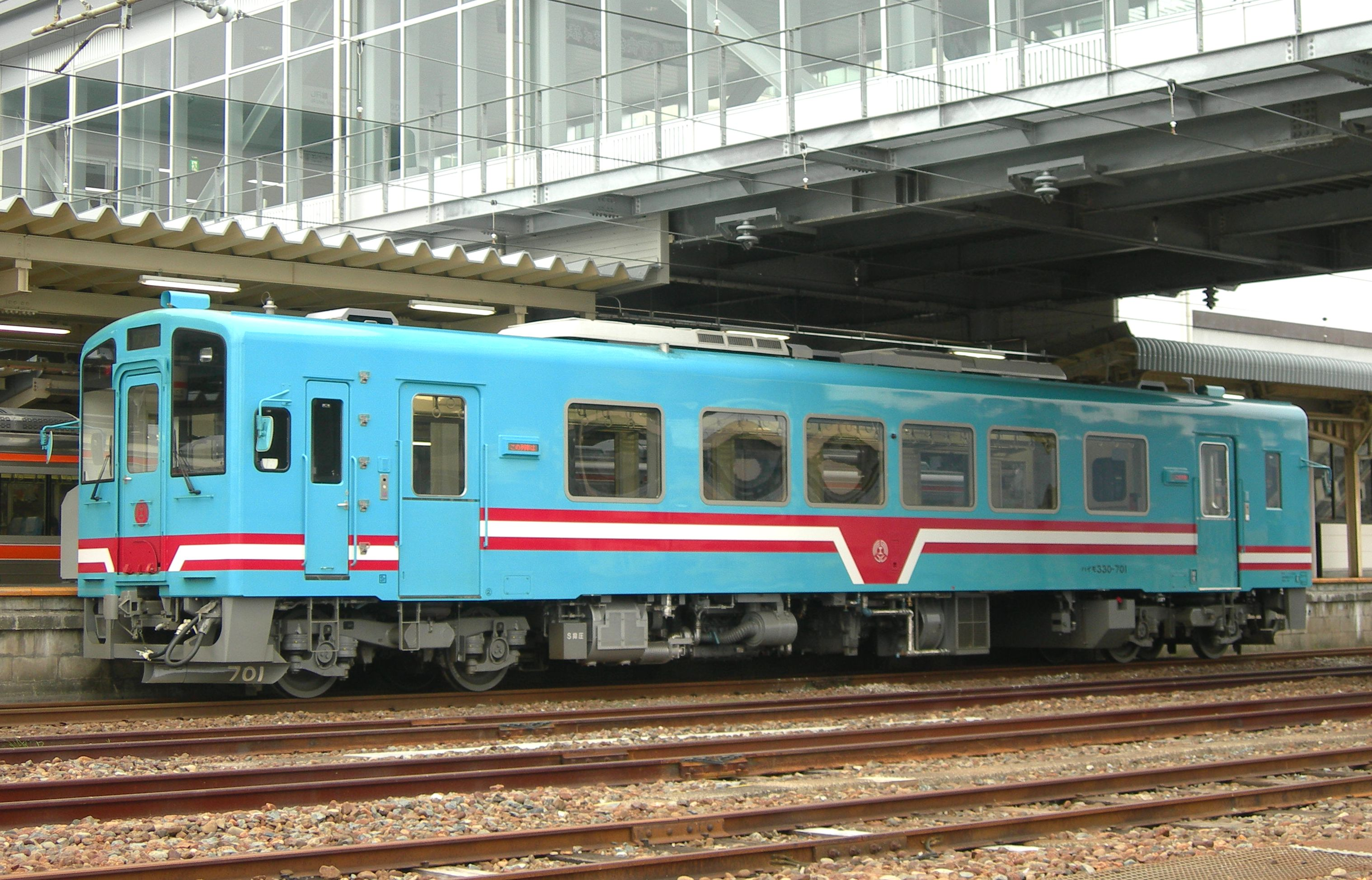
ハイモ330-701型柴油客車

Haimo 295-310型（315）

1999年由富士重工製造，取代了ハイモ180型。本型車與同時期的LE-DC相似（如明知鐵道10型和長良川鐵道300型），車身比較類似有軌電車而非傳統的鐵路柴油客車 （页面存档备份，存于）。車身全長16.5m，使用日產柴油機的 PF6HT03型引擎，輸出功率295PS。 配備ATS-ST。

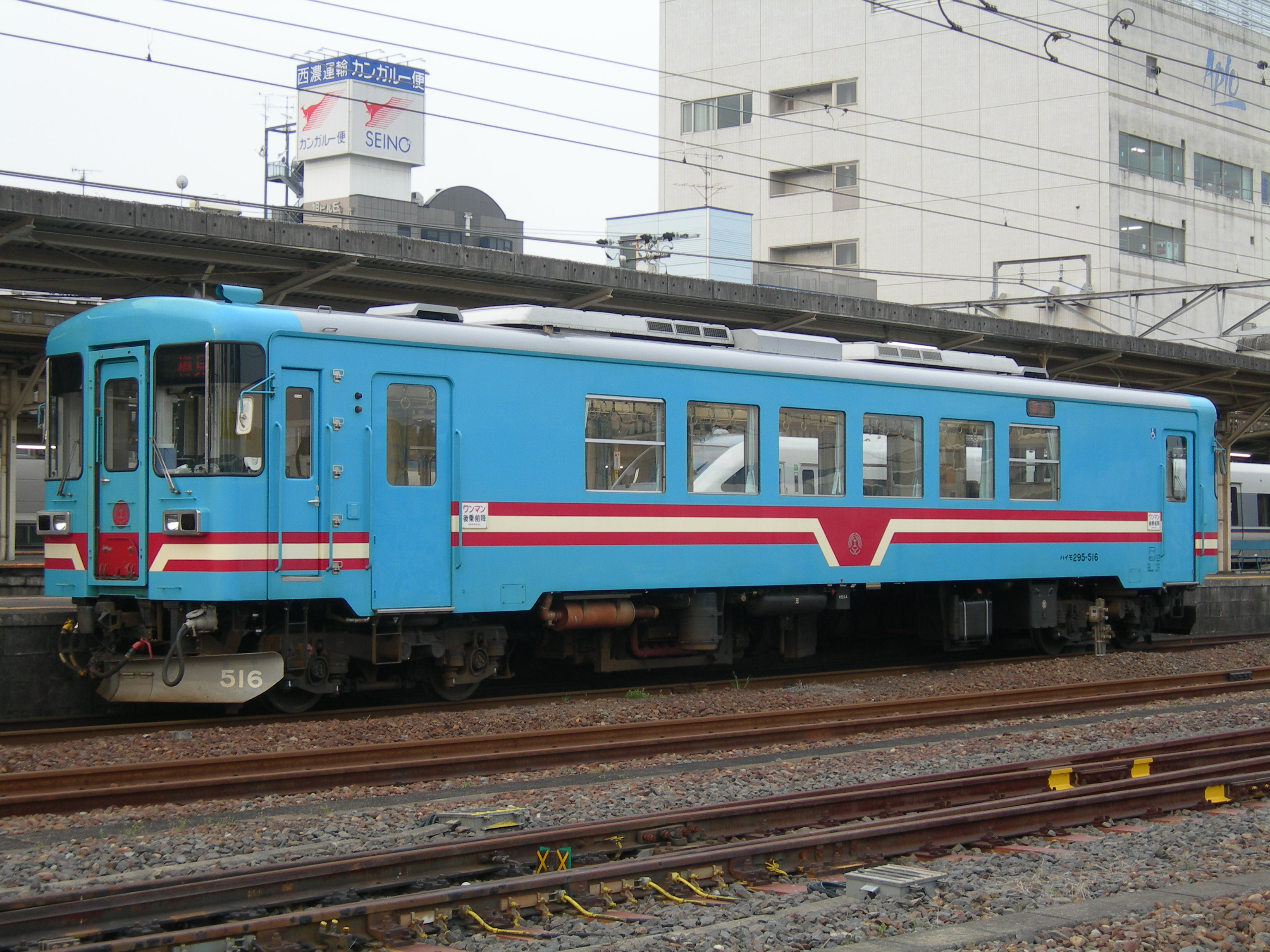
ハイモ295-516型柴油客車

Haimo 295-510型（516）
新潟運輸系統於2005年製造，取代ハイモ180-202。。車身長度18.5公尺。使用日產柴油機的PF6HT03引擎（出力295PS）。本車採用無枕梁轉向架（型號FU56D/T），加裝數位式票價指示器，終點顯示器為LED型式，車身側面加裝終點指示器，還有輪椅空間。車門處為兩段台階。列車保安裝置為ATS-ST型。於2017年12月27日的平交道事故嚴重損傷了車身地板下設備，直到2018年10月才修復恢復營運，因而影響了2018年的櫻花季運輸。
Haimo 295-610型（617）
2008年三木鐵道停業後拍賣兩輛三木300型（富士重工2002年製），其中的300-105號車，由樽見鐵道購入以取代ハイモ230-301。。同年12月11日轉入本巢機關區，經過發動機維修，以及改造終點與票價顯示器後，編為ハイモ295，於2009年3月1日開始營運。
本型車車身長18.5公尺。與315號、516號車相同，使用日產柴油機的PF6HT03引擎（出力295PS）。與舊車型相比，本型車改用數位票價顯示器、室內座椅的半交叉座椅佈置（其它車輛都是長條座椅）、設有輪椅空間等。列車保安裝置為ATS-ST型。
Haimo 330-700型（701・702・703）
新潟運輸系統於2010年製造，取代ハイモ230-312。車身長18.5公尺，基於安全，所有側窗都是固定的。本型車於2010年12月入線，25日正式試運轉，2011年2月開始營運。 由於電氣指令式制動系統與原有車輛不相容，只能與同型的702、703號車聯結運轉。2015年702號車引入，取代ハイモ230-314。2018年11月引入703號車，取代ハイモ230-313。

#### 除雪車

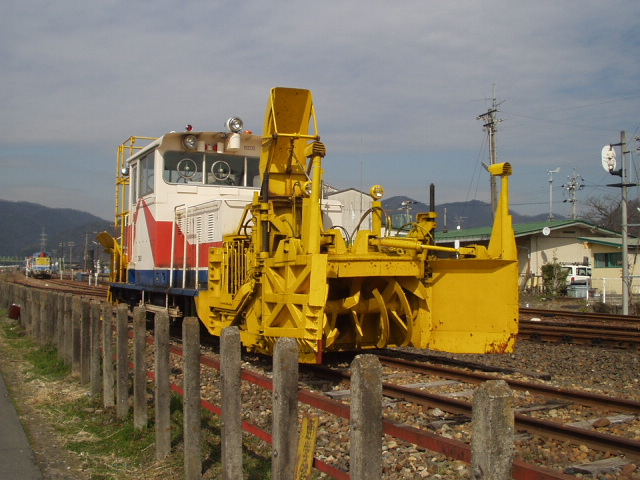
DB1除雪車

DB1型
本線在2005年因為大雪長期停駛，在2007年向國土交通省提出計畫購買除雪車。後在2006年11月，由 2006 年 12 月 1 日停業的岐阜縣第三部門鐵道神岡鐵道免費借出，並在2007年正式購入。 通常停放在本巢站的檢查和維修倉庫中。